# L'oro del Reno
L'oro del Reno (in tedesco Das Rheingold  ) è il primo dei quattro drammi musicali che costituiscono la tetralogia L'anello del Nibelungo, di Richard Wagner. L'opera è stata rappresentata per la prima volta il 22 settembre 1869 a Monaco di Baviera, presso il Teatro Nazionale diretta da Franz Wüllner, e il 13 agosto 1876 al Festspielhaus di Bayreuth quale parte della Tetralogia.

## Trama

### Prima scena

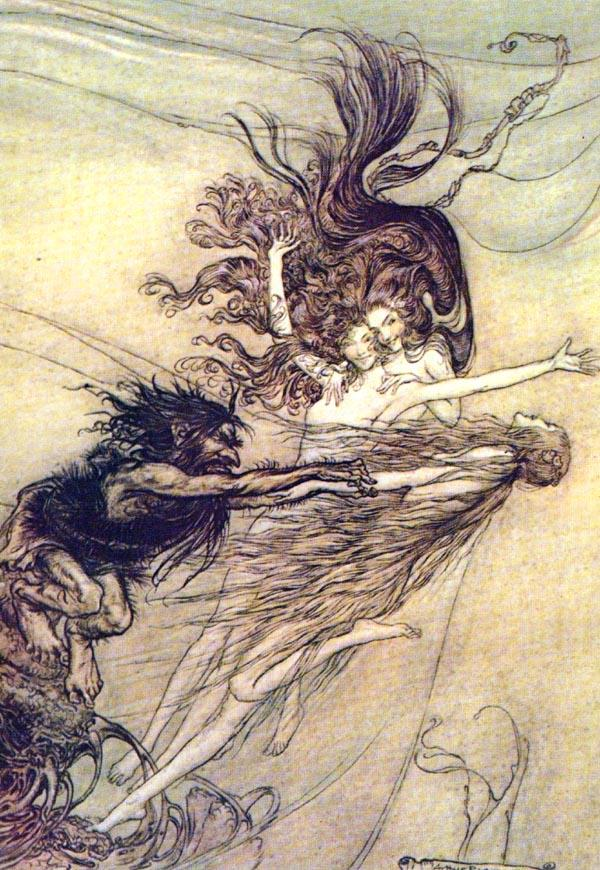
Alberich e le Figlie del Reno, illustrazione di Arthur Rackham

La prima scena si apre: le tre ninfe Woglinde, Wellgunde e Flosshilde (che sono figlie del Reno ed hanno il compito di proteggerne l'oro) stanno giocando nell'acqua. Il nano Alberich fuoriesce dalle viscere della terra e si ferma a guardarle; non si trattiene e proclama il suo amore per loro. Ma esse lo deridono; allora, infuriato, egli cerca di afferrarle.
Nel frattempo l'oro del Reno si mostra; le tre Ondine rivelano il segreto potere del tesoro che custodiscono: chiunque sarà capace di forgiare con esso un anello, dominerà il mondo; per farlo però deve rinnegare l'amore. Ed Alberich maledicendo l'amore si impadronisce dell'oro e scompare.

### Scena seconda

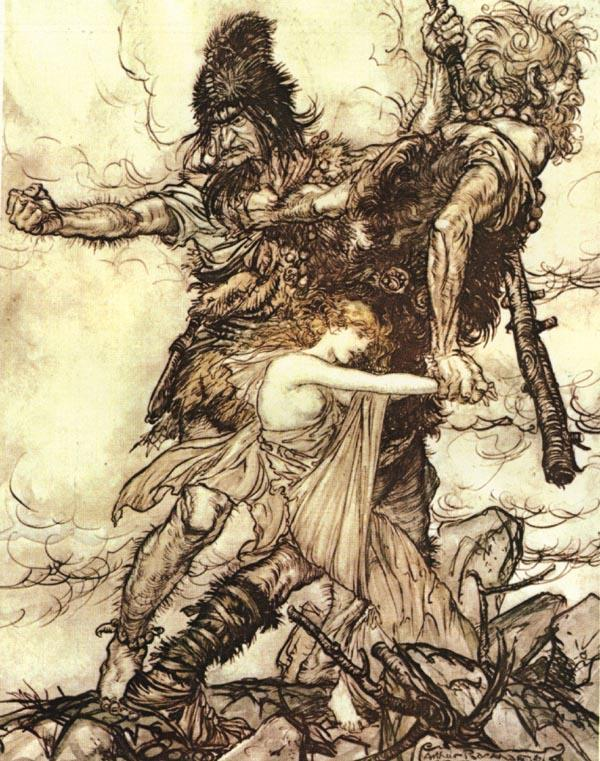
I giganti Fasolt e Fafner rapiscono Freia, illustrazione di Arthur Rackham (1910)

Wotan riposa accanto alla moglie Fricka. Ella lo sveglia. Discutono, poiché Wotan si è fatto costruire dai giganti Fasolt e Fafner una dimora celeste, il Valhalla, promettendo loro in cambio la sorella di Fricka, Freia. Tuttavia Wotan, completato il lavoro, non vuole accondiscendere al pagamento. I giganti si presentano e, se non accontentati, intendono rapire Freia, in difesa della quale sono pronti a intervenire i fratelli Donner e Froh, fermati in tempo da Wotan prima che si sparga sangue. Il semidio Loge propone una soluzione: rubare l'oro al nano Alberich che, nel frattempo, è riuscito a forgiare l'anello, e pagare con esso il debito. Ma, ora che ne conoscono il potere, tutti sentono il desiderio di impossessarsene. I giganti rapiscono Freia, la terranno fino a che non avranno l'oro.

### Scena terza

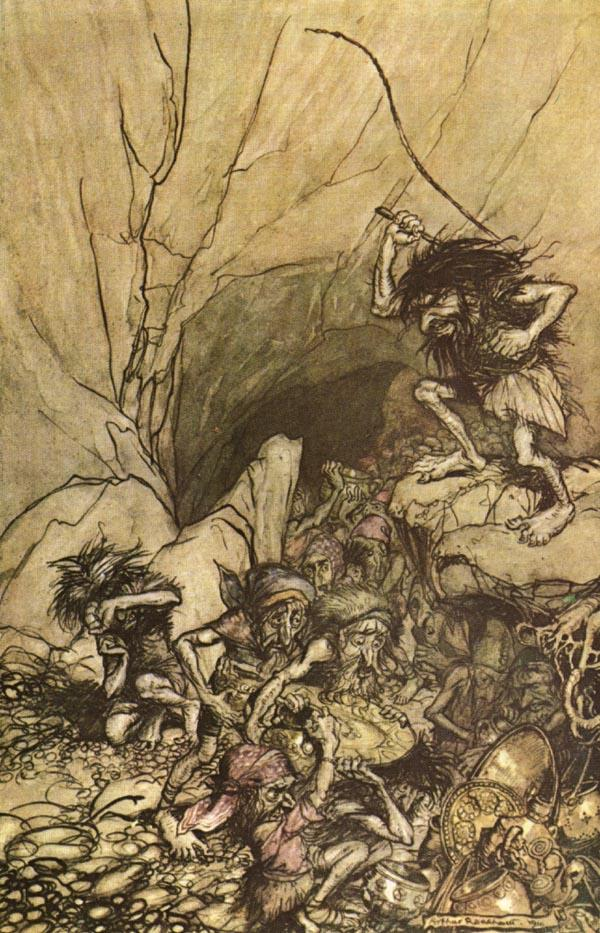
Alberich e i Nibelunghi, illustrazione di Arthur Rackham

Nel suo regno sotterraneo Alberich ha costretto in servitù i Nibelunghi e se ne serve per accumulare ricchezze. Perfino suo fratello Mime è picchiato e torturato, sebbene abbia realizzato per Alberich un elmo magico chiamato Tarnhelm, che dona a chi lo indossa il potere di mutarsi in qualunque cosa, o di diventare invisibili. Wotan e Loge con un inganno riescono tuttavia a fare prigioniero Alberich e lo portano con loro in superficie.

### Scena quarta

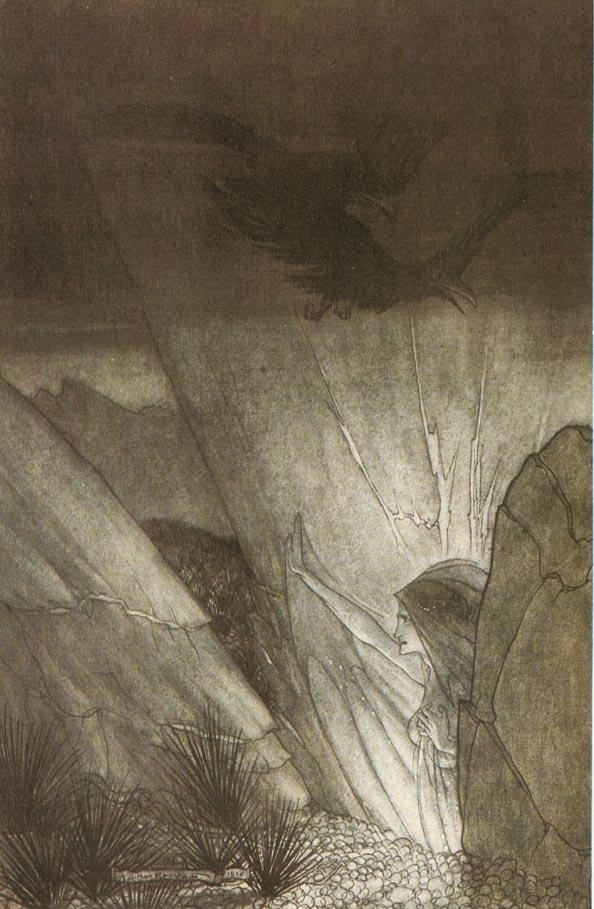
La dea Erda, illustrazione di Arthur Rackham

Per essere liberato Alberich dovrà consegnare il suo tesoro, compreso l'anello. Una volta liberato egli maledice l'anello affinché conduca alla rovina chiunque ne sia il possessore. Wotan ignora la maledizione e indossa l'anello, intenzionato a tenerlo per sé. Ma i giganti non si accontentano del tesoro: esigono anche l'anello. Wotan è costretto a cedere, anche se lo fa solo dopo che Erda, dea della terra e custode di conoscenze sul futuro, gli ha predetto un infausto destino, la seconda volta che avrà l'anello in mano. La maledizione comincia subito il suo effetto: Fafner, per avidità, uccide il fratello Fasolt e fugge col tesoro. Gli dei prendono possesso della loro dimora e l'oro non viene restituito alle figlie del Reno, che supplicano invano.

## Organico orchestrale
La partitura di Wagner prevede l'utilizzo di:
- 3 flauti e 1 ottavino; 3 oboi e 1 corno inglese; 3 clarinetti e 1 clarinetto basso; 3 fagotti.
- 8 corni che suonano anche 2 tube di Wagner in SI bemolle e 2 tube di Wagner in FA; 3 trombe e 1 tromba bassa; 4 tromboni (due tenori, un basso e uno contrabbasso in Fa); 1 tuba contrabbassa.
- 8 timpani, grancassa, piatti, triangolo, tam-tam, 18 incudini, macchina del tuono
- 6-7 arpe
- 16 violini primi, 16 violini secondi, 12 viole, 12 violoncelli, 8 contrabbassi

## Commento

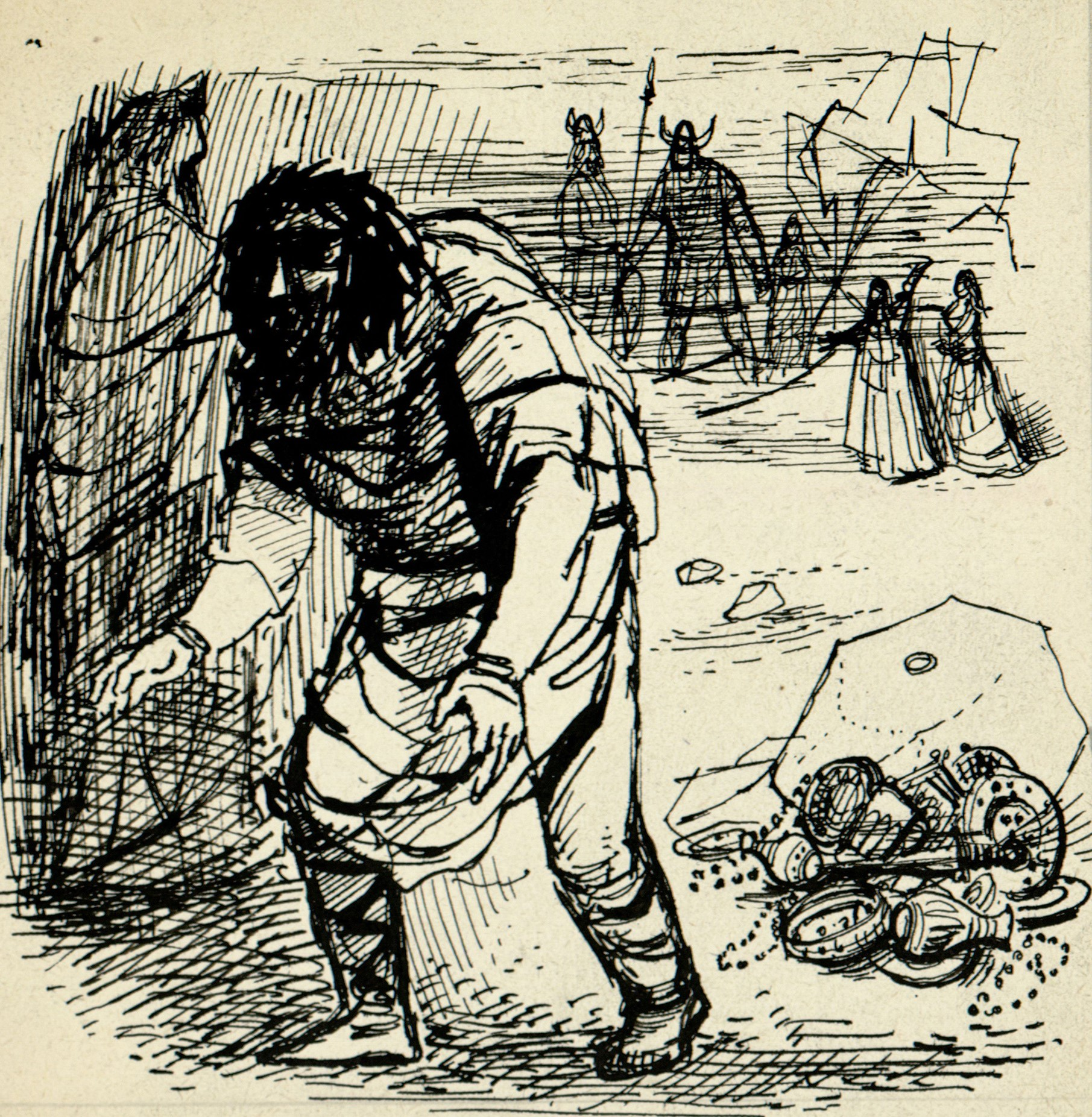
Disegno per copertina di libretto, disegno di Peter Hoffer per L'oro del Reno

L'anima de L'oro del Reno è contenuta nella doppia maledizione di Alberich: la prima, scaturita dall'avidità, contro l'amore, cioè contro la forza vitale di rinnovamento; la seconda contro la stessa avidità e prepotenza degli dei.
È nel prologo della tetralogia, quindi, che si determinano le condizioni per la necessaria caduta del mondo degli dei; un mondo fondato sull'avidità. Si noti che la maledizione lanciata da Alberich contro gli dei non proviene da altra fonte che quella stessa avidità: un attacco del denaro a se stesso. Infatti, quando Wagner concepisce l'opera, l'Europa è soggetta a vasti fermenti rivoluzionari: il compositore si attende che il mondo che lo circonda cada. Poco importa che egli concepisca una palingenesi fondata su nuovi valori (Sigfrido) o un tragico declino; per lui un radicale cambiamento è inevitabile. Né questa concezione cambierà sostanzialmente al momento della composizione sei anni dopo.
Una curiosità di natura stilistica è l'allitterazione usata da Wagner nelle parole pronunciate dai giganti Fasolt e Fafner alla loro comparsa nell'opera (Sanft schloß Schlaf dein Aug' [...] / stauten starken Stein wir auf [...] / steiler Turm, Tür und Tor): l'allitterazione infatti (ossia la ripetizione di stessi fonemi in un unico verso) è il primo, rudimentale artificio letterario delle lingue germaniche antiche: qui usato, non a caso, in bocca ai Giganti che rappresentano le forze primordiali della natura ma anche i primi abitatori "terrestri" della Terra.

## Discografia parziale
- Richard Wagner, Das Rheingold, Georg Solti & Wiener Philharmoniker, 1958 Decca
- Richard Wagner, Das Rheingold, Dohnanyi/Hale/Schwarz/Begley, 1993 Decca
- Richard Wagner, Das Rheingold, Böhm/Burmeister/Adam/Esser, 1971 Decca
- Richard Wagner, Das Rheingold, Karajan/Fischer-Dieskau/Kerns, 1967 Deutsche Grammophon
- Richard Wagner, Der Ring des Nibelungen. Symphonic Excerpts, Philippe Jordan & Orchestre de l'Opéra Nationale de Paris, 2013 Erato: la traccia 1 è intitolata Prelude, Interludes and Entry of the Gods into Valhalla e contiene il Preludio, alcuni interludi strumentali (tra cui il celeberrimo interludio tra la scena 2 e la scena 3 che prevede l'uso delle 18 incudini) e il trionfale "Ingresso degli Dei nel Valhalla".

## DVD & BLU-RAY parziale
- Oro del Reno, Levine/Morris/Jerusalem/Ludwig, 1990 Deutsche Grammophon ha vinto il Grammy Award for Best Opera Recording 1991
- Oro del Reno, Levine/Terfel/Blythe/MET, regia Robert Lepage 2010 Deutsche Grammophon - Grammy Award for Best Opera Recording 2013
- Oro del Reno, Karajan/Stewart/Fassbaender - 1978 Deutsche Grammophon
- Oro del Reno, Boulez/McIntyre/Egel/Schwarz - 1980 Deutsche Grammophon